# Abrams (condado de Oconto)
Abrams es un lugar designado por el censo ubicado en el condado de Oconto en el estado estadounidense de Wisconsin. En el Censo de 2010 tenía una población de 340 habitantes y una densidad poblacional de 159,12 personas por km².

## Geografía
Abrams se encuentra ubicado en las coordenadas 44°46′47″N 88°3′37″O / 44.77972, -88.06028. Según la Oficina del Censo de los Estados Unidos, Abrams tiene una superficie total de 2.14 km², de la cual 2.14 km² corresponden a tierra firme y (0%) 0 km² es agua.

## Demografía
Según el censo de 2010, había 340 personas residiendo en Abrams. La densidad de población era de 159,12 hab./km². De los 340 habitantes, Abrams estaba compuesto por el 99.12% blancos, el 0.29% eran afroamericanos, el 0% eran amerindios, el 0% eran asiáticos, el 0.29% eran isleños del Pacífico, el 0% eran de otras razas y el 0.29% pertenecían a dos o más razas. Del total de la población el 0.88% eran hispanos o latinos de cualquier raza.